# Arnold Mühren (The Cats)
Arnold Mühren (Volendam, 28 januari 1944) is een Nederlands musicus en producer. Hij is bekend geworden als bassist en songwriter van The Cats. Hij schreef acht liedjes die bij de beste elf in de Top 40 terechtkwamen, waaronder drie nummer 1-hits en de grote hit One way wind, waarvan er meer dan een miljoen exemplaren werden gekocht. Rond 1972-73 zette hij ernaast zijn eigen muziekstudio op. Hij heeft muziek geproduceerd voor tientallen artiesten, variërend van Gordon en Van Velzen tot Acda en De Munnik en 50 Cent. Het meest succesvolle album dat in zijn studio werd opgenomen, was De waarheid van Marco Borsato uit 1996, waarvan rond 800.000 cd's werden verkocht.

## Biografie

### Kinderjaren en jeugd
Mühren is het eerste kind van Pé Mühren en Gaartje de Boer; na hem volgden nog drie jongens en vier meisjes. Hij is een neef van de drie broers Gerrie en Arnold Mühren (beiden voetbalinternational) en Jan Mühren (gitarist van Next One en solozanger).
Na MULO-B, enkele maanden HTS en een vervlogen wens om door te leren aan de zeevaartschool, volgde hij enkele jaren opleidingen tot computerprogrammeur.
Hij begon op zijn elfde met blokfluit spelen en kreeg een paar jaar later zijn eerste gitaar. Zijn eerste gitaarlessen kreeg hij van Cor Kes en een tijd later van Annie Kruisdijk. Basgitaar leerde hij zichzelf spelen.
Zijn eerste optreden was met Cees Veerman (Poes) en Jaap Schilder (Van Neel - niet van The Cats) tijdens een schoolfeestje en daarna bouwde hij met Veerman lokaal bekendheid op door op verschillende plaatsen op te treden. Vervolgens gingen beide op in de band Electric Johnny & The Skyriders.

### The Cats
The Everly Kosters (Jaap Schilder en Piet Veerman) kwamen de gelederen versterken en niet lang erna gingen ze met hun vieren door als The Mystic Four, later met drummer Theo Klouwer erbij als The Blue Cats, en uiteindelijk als The Cats.
Mührens tweede gitaar was een tweedehands elektrische jazzgitaar die met een los elementje erop te versterken was via een radio. Hij was de enige die elektrisch speelde en, doordat op zijn gitaar de basnoten goed doorklonken, werd hij bij toeval de bassist van de band. Zijn derde gitaar bouwde hij zelf in de meubelfabriek van zijn oom.

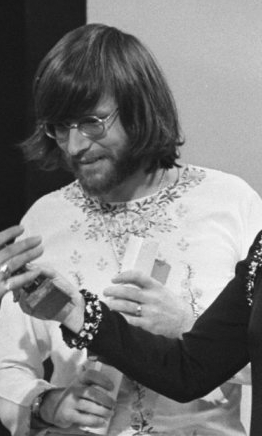
Grand Gala du Disque, 1970

In 1965 namen The Cats hun eerste singles op en in de jaren erna belandden zes singles in de Top 40. Nadat een fan van The Cats, Lia Vertelman, omkwam door een verkeersongeval, schreef hij een lied over haar, Lea, dat in 1968 een nummer 1-hit werd.
Hierop besloot hij een duet te schrijven waarin zowel de vorige als de huidige leadzanger (Cees en Piet Veerman) een rol zouden hebben. Ontevreden over het studioresultaat, vroeg Cees Veerman aan Mühren om zijn deel te zingen. Het resultaat was dat hij ook als zanger op de voorgrond kwam, wat aanvankelijk niet de bedoeling was en ook niet een plek is waar hij zich thuis voelt. Bij de leadzang bleef het ook vrijwel alleen bij dit nummer, Why, dat voor The Cats de tweede nummer 1-hit betekende.
Enkele singles later – waaronder een nummer 1-hit voor een compositie van Piet Veerman, Where have I been wrong – behaalden The Cats een vierde nummer 1-hit met opnieuw een compositie van Mühren, getiteld Marian. Bij elkaar belandden acht composities van Mühren bij de beste elf in de Top 40, waarvan drie op nummer 1. Zijn meest succesvolle werk was One way wind. De single stond 14 weken in de Top 40 met nummer 3 als hoogste notering en werd meer dan een miljoen maal gekocht. In de Daverende 30 stonden ze 12 weken genoteerd met nummer 3 als top. The Cats gingen twee maal uit elkaar, voor de laatste keer in 1985.
Na de nieuwjaarsbrand in Volendam (2000-01) schreef Mühren het nummer Tranen. Aan de opname ervan werkten vrijwel alle platenartiesten van Volendam mee. Door het overlijden van zijn vrouw lukte het niet om de opnames binnen een jaar na de ramp af te krijgen, waardoor het nummer uiteindelijk niet is uitgebracht.

### Studio Arnold Mühren
Verder was hij de technicus van de band. Al in de begintijd van The Cats, toen ze in 1965 hun eerste singles opnamen bij Durlaphone, leerde hij hoe een galmkamer nagebootst kan worden. The Cats waren aanvankelijk geen fulltime muzikanten, en Mühren las in zijn schaarse vrije tijd zoveel mogelijk over geluid. Tijdens de avondlijke opnames bij Bovema bracht hij zijn verloren tijd door in de controlekamer waar een kast stond met allerlei technische handleidingen. Ook nam hij met Cees Veerman geregeld plaats achter de knoppen naast producer Klaas Leyen. Zo breidde hij gaandeweg zijn technische muziekkennis uit.
Rond 1972-73, hij speelde toen nog in The Cats, begon hij Studio Arnold Mühren. Deze muziekstudio werd aanvankelijk alleen gebruikt als oefenruimte, overdag door The Cats en 's avonds door Jen Rog. Mühren had er ook graag demo's met The Cats opgenomen, maar daar voelden de andere bandleden niet voor. De eerste demo die The Cats er uiteindelijk opnamen, was van Save the last dance for me rond 1976-77, tijdens de eerste comeback van de band.
Jen Rog werd hierdoor de eerste band die demo's bij Mühren opnam. Het eerste album werd in 1975 opgenomen. Dit was File under popular van Specs Hildebrand (Theo van Scherpenseel) die bij Jen Rog speelde. Het initiatief ging uit van Jip Golsteijn die ook de liedjes samen met Ton de Zeeuw had geschreven. Sindsdien hebben tientallen artiesten hun muziek in zijn muziekstudio opgenomen, variërend van BZN en Ilse DeLange tot Golden Earring en Madness. Het meest succesvolle album dat in zijn studio werd opgenomen, was De waarheid van Marco Borsato uit 1996, waarvan rond 800.000 cd's werden verkocht.
Ernaast was hij tot ongeveer de eeuwwisseling bestuurslid van de SENA die de auteursrechten van muziek behartigt die in de openbare ruimte wordt opgevoerd.
Sinds ongeveer het tweede einde van The Cats in 1978 heeft Mühren last van een gehoorbeschadiging, waardoor hij een aanhoudende ruis in zijn gehoor heeft. Hierdoor heeft hij sindsdien niet meer zelf achter de knoppen van zijn studio gezeten, maar huurde hij er personeel voor in. Zijn zoon Patrick (1964) is van jongs af aan veel betrokken bij zijn studio. Toen deze nog maar veertien was stond hij The Cats live te mixen, als hulp van de roadie en zijn oom Henk Mühren. Na het einde van Spryng, de band van zangeres Maribelle tot 1991 waarvoor hij tien jaar drumde, kwam hij voltijds in de studio werken.
Op 23 maart 2006 werd Arnold Mühren samen met de nog levende Cats Cees Veerman, Piet Veerman en Jaap Schilder benoemd tot lid in de Orde van Oranje Nassau. Mühren is tweemaal getrouwd en heeft twee kinderen en zes kleinkinderen.

## Discografie
Anders dan Piet Veerman, Cees Veerman en Jaap schilder nam hij geen werk op als soloartiest.

### Producer
Vanuit zijn Studio Arnold Mühren heeft hij het werk van een groot aantal artiesten geproduceerd, zoals BZN, Doe Maar, Marco Borsato, Gordon, André Hazes, Jan Smit, Volumia!, Ilse DeLange, Waylon, Van Velzen, Twarres, Acda en De Munnik, Van Dik Hout, Total Touch, Petra Berger, Jan Leliveld, Guido's Orchestra, Canyon, 3JS, Case Mayfield, Lange Frans, Mark van Veen, Mon Amour en de Tribute to The Cats Band. Ook kwamen buitenlandse bands naar de studio, zoals Madness en 50 Cent.
Ook produceerde hij de albums Third life en Flyin' high, toen The Cats hun tweede comeback maakten (1984-85). De distributie liet de band uitvoeren door Boni Records. Ook masterde hij latere verzamelalbums van The Cats, waaronder in 2014 de verzamelbox Complete en de driedubbel-cd Collected.

## Composities
Mühren schreef, alleen en samen met anderen, negenendertig nummers voor The Cats, waarvan er tien op een single uitgebracht werden. Daarbij verschenen zeven nummers van zijn hand op de B-kant van een single.
Zijn eerste pennenvrucht die ooit op een plaat verscheen, was I'm ashamed to tell. Deze verscheen op de B-kant van de single Somewhere over the rainbow en werd in 1965 uitgebracht door hun eerste label Durlaphone. Het betekende ook een primeur voor The Cats, als eerste eigen nummer die de band uitbracht. Sinds Piet Veerman de leadzang van The Cats had overgenomen, richtte Mühren zich op de mogelijkheden die in het bereik lagen van Piet Veermans stem.
Drie van zijn composities belandden op de eerste plaats van de Top 40, te weten Lea, Why en Marian. Maar ook andere nummers kwamen hoog in deze hitlijst te staan, zoals There has been a time (nummer 3), Magical mystery morning (nummer 4), Maribaja (nummer 6) en La diligence (nummer 11). Van het laatste schreef hij de tekst samen met Piet Veerman op een bestaande melodie van Jos Cleber.
Zijn belangrijkste nummer was echter One way wind. Deze single bleef in Nederland weliswaar op nummer 3 steken, maar was ontegenzeggelijk een groot succes dat meer dan 150 maal werd gecoverd. Wereldwijd werden er meer dan een miljoen exemplaren van verkocht. Ook andere composities werden gecoverd en kwamen in andere talen uit.
Een aantal nummers van Mühren heeft overeenkomsten met de sound van The Beatles in die tijd. Cees Veerman typeerde zijn schrijfstijl ook wel in de Paul McCartney-hoek. Voorbeelden zijn Five little tears (1970) en If I could make you blue (1970). Maar hij scheef toch vooral in de palingsound zoals Lea (1968) Why (1969), Marian (1969), One way wind (1971) She's on her own (1972) en There has been a time (1972). Daarbij schreef hij ook ballads als I've always tried to understand (1968) en Take me with you (1970 en een remake door Al Capps in 1975), het ietwat psychedelische Magical mystery morning (1970) en rocknummers als How did you feel (1972). Met Piet Veerman schreef hij onder meer Cat-klassiekers als Time machine (hey, come on back in time) (1973), Mississippi (1974) en La diligence (1983). Samen met meerdere bandleden schreef hij nummers als You don't know me (1972) en Latin lovers (1984).
Ook na het einde van The Cats bleef hij schrijven, zoals voor George Baker en Golden Earring.

### Singles uit zijn pen
| Single met eventuele hitnotering(en) in de Nederlandse Top 40 | Datum van verschijnen | Datum van binnenkomst | Hoogste positie | Aantal weken | Opmerkingen                                               |
| ------------------------------------------------------------- | --------------------- | --------------------- | --------------- | ------------ | --------------------------------------------------------- |
| Lea                                                           | 1968                  | 09-11-1968            | 1               | 22           |                                                           |
| Why                                                           | 1969                  | 15-03-1969            | 1               | 13           |                                                           |
| Marian                                                        | 1969                  | 13-12-1969            | 1               | 16           |                                                           |
| Magical mystery morning                                       | 1970                  | 27-06-1970            | 4               | 9            |                                                           |
| One way wind                                                  | 1971                  | 31-07-1971            | 3               | 14           |                                                           |
| There has been a time                                         | 1972                  | 18-11-1972            | 3               | 11           |                                                           |
| Maribaja                                                      | 1973                  | 29-09-1973            | 6               | 7            |                                                           |
| La diligence                                                  | 1983                  | 22-01-1983            | 11              | 8            | Geschreven met Piet Veerman op een melodie van Jos Cleber |
| Hooray for Michael                                            | 1985                  | 21-09-1985            | tip8            | -            |                                                           |
| Poppy                                                         | 1994                  | -                     | -               | -            |                                                           |